# Fabienne Dervain
Fabienne Dervain là Giám đốc điều hành của Couleur Cafe , một doanh nghiệp cà phê ở Abidjan, Bờ Biển Ngà trước đây thuộc sở hữu của mẹ cô.

## Cuộc sống ban đầu
Fabienne Dervain sinh ra ở Abidjan tại Bờ Biển Ngà. Khi cô 13 tuổi, cô được gửi đến trường nội trú ở Pháp vì tình trạng bất ổn chính trị ở Bờ Biển Ngà.

## Giáo dục
Cô có bằng Cử nhân Quản trị Kinh doanh Quốc tế tại Đại học Paris của Mỹ năm 2010 và sau đó chuyển sang trường Cao đẳng King London, nơi cô tốt nghiệp Thạc sĩ Quản lý Quốc tế năm 2012.

## Sự nghiệp
Couleur Café ban đầu được mở ra vào năm 2000 bởi mẹ của Dervain. Quán cà phê đã ngừng hoạt động vào năm 2012 và cô quyết định trở về nhà để phát triển việc kinh doanh. Café Couleur mới được khai trương vào ngày 28 tháng 8 năm 2013, công việc của cô là khởi động lại công việc kinh doanh với 60.500 đô la từ tiền tiết kiệm cá nhân và đóng góp của các thành viên trong gia đình. Anh chị, một nhà thiết kế nội thất đã làm lại nơi này.

## Công nhận
Cô đã được giới thiệu trong tập thứ hai của Thế hệ doanh nhân nữ mới của BBC ở Châu Phi vào tháng 1 năm 2016, được đồng sản xuất với Quỹ Bill & Melinda Gates. Cô cũng được đặc trưng trong loạt chương trình Women of Africa của BBC vào tháng 5 năm 2016, nơi cô nói về việc điều hành công việc kinh doanh của mình và những thách thức gặp phải.